# Maria z Dzieciątkiem oraz święte Felicyta i Perpetua
Maria z Dzieciątkiem oraz święte Felicyta i Perpetua – późnogotycki obraz namalowany przez nieznanego artystę wielkopolskiego, najpewniej w latach około 1520-25. Nieznana jest również proweniencja malowidła, które najprawdopodobniej jest częścią środkową niezachowanego retabulum ołtarzowego. Cenny przykład gotyckiego malarstwa tablicowego w Polsce. W XIX wieku obraz znajdował się w kolekcji Kwileckich w Wróblewie  koło Czarnkowa. Stąd w literaturze dzieło znane jest także jako Obraz z Wróblewa albo Sacra Conversazione z Wróblewa. W roku 1945 obraz został pozyskany do Muzeum Narodowego w Warszawie, gdzie prezentowany jest do dziś, przy czym obecnie eksponowany jest na międzynarodowej wystawie Europa Jagellonica 1386–1572, która od 20 maja do 30 września 2012 odbywała się w Galerii Kraju Środkowych Czech (GASK – Galerie Středočeského kraje) w Kutnej Horze, a od 8 listopada miała miejsce w Warszawie: w Zamku Królewskim oraz Muzeum Narodowym, które jest miejscem ekspozycji wielkopolskiego dzieła. W dniach od 1 marca do 16 czerwca 2013 miała miejsce trzecia odsłona wystawy w Domu Historii Brandenburgii i Prus (Haus der Brandenburgisch-Preußischen Geschichte) w Poczdamie.

## Wygląd
Dominantę obrazu tworzą Maria z Dzieciątkiem trzymające jabłko, w asyście świętej Felicyty (z mieczem) oraz świętej Perpetui (z mieczem i księgą). Tożsamość świętych potwierdzają pisane późnogotycką czcionką inskrypcje znajdujące się poniżej męczennic (Felicitas, Perpetua). pośrodku, w górnej części obrazu lewitują dwa anioły koronujące Matkę Bożą. Tło podzielone jest na trzy części. W dolnej części rozpościera się pejzaż z widokiem na morze. Pośród drzewostanów, traw i kamienistych połaci na pierwszym planie wyróżniają się dwie grupy postaci. U stóp świętej Felicyty dwaj leżący ranni mężczyźni, u stóp świętej Perpetui modli się żebrak, siedzi kaleka podpierający się kulą oraz leżący na posłaniu chory. Po wzburzonych falach morskich płyną żaglowce, niektóre z nich topi sztorm. Wzywający o ratunek rybak trzymający się tonącej łódki oraz rozbitek płynący ku brzegowi obrazują dramat walki człowieka z morskim żywiołem. Środkową część tła tworzy wykonany technikami grawerunku i płaskiego reliefu ornament z motywem stylizowanych, wijących się liściastych gałęzi. Górna partia tła jest jednolicie błękitna. 

## Analiza
Od początku Maria z Dzieciątkiem oraz święte Felicyta i Perpetua w historiografii artystycznej uważana jest za dzieło artysty wielkopolskiego, tezę tę przyjmowały kolejne badania nad dziełem, zarówno dotyczące treści i formy. Jest najprawdopodobniej dziełem fundacji biskupa poznańskiego Jana Lubrańskiego. Wszakże w XIII wieku pojawiły się pierwsze przesłanki o kulcie męczenniczek na obszarze diecezji poznańskiej, jednakże biskup Lubrański w 1505 roku zatwierdził oficjum na ich chwałę na dnia 8 marca. Męczennice wywodziły się z senatorskiego ludu rzymskiego, 240 roku zostały umęczone i zabite przez dekapitację. Pośrodku stoi Maria ukazana w potrójnej roli: jako Gwiazda Morza, Królowa Nieba i Druga Ewa. 

### IdeaSacra Conversazione
Dzieło reprezentuje ukształtowany w średniowieczu typ ikonograficzny obrazujący ideę Sacra Conversazione (Święta Rozmowa) odzwierciedlającą treściowo i kompozycyjnie hierarchię chrześcijańską: Jezus - Maria - święci. W przypadku malarstwa wielkopolskiego około 1500 roku ukształtowała się charakterystyczna grupa dzieł, które łączy kompozycja gdzie Maria z Dzieciątkiem oraz para świętych stoją na złotym, bogato zdobionym tle symbolizującym sferę pozaziemską – Królestwo Niebieskie. Sacra Conversazione ma także wymiar eschatologiczny, obrazuje przyszłe bytowanie w Królestwie, w przypadku obrazu Maria z Dzieciątkiem oraz święte Felicyta i Perpetua, wymiar ten obrazuje zestawienie tych postaci w obrębie niebiańskiego firmamentu z ukazanymi u dołu, pogrążonymi w rozmaitych tarapatach osobami modlącymi się o Boże wstawiennictwo za pośrednictwem Marii i świętych męczennic. 
Typ ikonograficzny Sacra Conversazione utrwalił się w sztuce około 1500 na terenie Wielkopolski, głównie w malarstwie tablicowym; na obrazach środkowych retabulów ołtarzowych. Oprócz Marii z Dzieciątkiem oraz świętymi Felicytą i Perpetuą przykładami są m.in. obrazy z Pogorzelicy (Maria z Dzieciątkiem w asyście świętych Jana Chrzciciela i Jana Ewangelisty), Dębna (święte Barbara i Katarzyna), Dolska (święci Barbara i Andrzej) oraz w poznańskim kościele Świętego Jana Jerozolimskiego (święci Stanisław i Jan Chrzciciel).  

### Wątki maryjne i alegoryczne
Stojąca pośrodku Maria podtrzymuje w lewej ręce Dzieciątko Jezus, któremu podaje jabłko. Niezwykła uroda Marii ma w teologii odzwierciedlenie piękna duchowego Matki Bożej. Ze względu na owoc jabłoni przekazywany Chrystusowi Maria staje się Nowa Ewą, a Jezus Nowym Adamem. Gest ten oznacza przebaczanie i odpuszczenie grzechów ludzkości i jej Praojca i Pramatki, którzy pierwsi wbrew woli Bożej sięgnęli i skosztowali owoc z Drzewa Poznania. Jako Regina Coeli włącza się w akt zbawczego błogosławieństwa, które wymownym gestem wyraża Dzieciątko Jezus. Jako Stella Maris, wiedzie lud od niebezpieczeństw i zguby (co symbolizuje morze) do portu Zbawienia.    
Poświadczone w inskrypcjach określenie Felicitas Perpetua nie utożsamia wyłącznie świętych męczennic, ale ma również charakter alegoryczny. Jest to wyobrażenie stanu wiecznej szczęśliwości, oglądania w Królestwie Niebieskim Boga twarzą w twarz, co stanowi  kwintesencję Świętej Rozmowy. Święte Felicyta i Perpetua jednocześnie personifikują doskonałość świata wiecznego oraz sens męczarni, które przeżyły u kresu życia i sens ofiarności w głoszeniu Bożej Prawdy. Plastyczne i stylistyczne skontrastowanie sfery niebiańskiej i ziemskiej w obrazie z Wróblewa ma uzasadnienie ideowe i źródłowe: przeciwstawiono tu poświadczony w Żywotach świętych Felicyty i Perpetui dramat rozbitków na symbolizującym męczarnię morzu z niebiańską, wieczną szczęśliwością. 

### Domniemana fundacja Jana Lubrańskiego
Kult świętych Felicyty i Perpetui propagował biskup poznański Jan Lubrański, który zlecił m.in. wykonanie zachowanego w zbiorach Biblioteki Jagiellońskiej brewiarza Viaticum Poznaniense, datowanego na rok 1513. W brewiarzu znajduje się m.in. wspomniany Żywot świętych Felicyty i Perpetui, wątki wiecznej szczęśliwości oraz morza symbolizującego niebezpieczeństwo. Retabulum, którego część stanowi zachowany obraz zostało najprawdopodobniej wykonane na zlecenie wspomnianego biskupa, przypuszczalnie do kaplicy w Psałterii lub do sąsiadującej z nią kolegiatą Najświętszej Marii Panny na poznańskim Ostrowie Tumskim. 

### Problematyka formy i stylu
Dotychczasowy stan badań wpisuje obraz Marii z Dzieciątkiem oraz świętymi Felicytą i Perpetuą w szeroki kontekst malarstwa wielkopolskiego. Poświadczają to podobieństwa m.in. do tryptyku z Warty (głowa Marii, koloryt, kostiumologia), predelli w kościele w Kaźmierzu (identyczne tło, podobny koloryt), obrazu w Biechowie koło Wrześni (podobieństwa w postaci Dzieciątka oraz w mniejszym stopniu Marii). Charakterystycznym elementem obrazu z Wróblewa jest plastyczne i stylistyczne skontrastowanie idealizowanej sfery niebiańskiej ukazanej zgodnie z tradycją gotycką z typową dla renesansu empiryczną ziemską rzeczywistością, którą tworzy wpisany w nastrojową, rozległą scenerię krajobrazową dramat człowieka. Prócz malarstwa wielkopolskiego, (zwłaszcza twórczość Mistrza z Warty) autor Marii z Dzieciątkiem oraz ze świętymi Felicytą i Perpetuą prawdopodobnie był zaznajomiony z malarstwem szkoły naddunajskiej i kręgu Lucasa Cranacha Starszego, głównie okresu wiedeńskiego. Kunsztownie i trójwymiarowo malowane postaci oraz ich bogato zdobione kostiumy są interpretowane jako substytut kosztowniejszych, snycerskich, szafiastych retabulów ołtarzowych, których produkcja około 1500 roku przeżywała apogeum.